# Feira Preta
A Feira Preta é um evento brasileiro, o maior de cultura e empreendedorismo negro da América Latina.  O evento anual reúne empreendedores negros das áreas de moda, música, gastronomia,  audiovisual, design, tecnologia, entre outras. O evento já aconteceu em São Paulo, Rio de Janeiro, Brasília e São Luís (Maranhão), e em suas 19 edições, foi visitado por um público de cerca de 220 mil pessoas, conseguindo arrecadar mais de R$6,5 milhões para cerca de 1800 expositores.

## História
Em 2002, Adriana Barbosa, natural de São Paulo formada em Marketing, se encontrava desempregada e buscava uma forma de ganhar dinheiro. Resolveu então, junto com uma amiga, criar um brechó onde vendia peças de roupas que não usava mais. O negócio foi bem sucedido e em pouco tempo Adriana começou a visitar várias feiras vendendo seus produtos, até que, em uma dessas feiras, acabou sofrendo um arrastão e perdendo grande parte de seu investimento. Adriana teve então a ideia de criar a própria feira, onde ela não precisaria mais disputar espaço com pessoas brancas e pudesse expor produtos com o qual se identificasse, focando num público que possuísse os mesmos gostos e interesses: produtos feitos por pessoas negras, para pessoas negras.
Simultaneamente, Adriana havia notado que o bairro Vila Madalena (localizado na zona oeste de São Paulo) estava se tornando palco de eventos de black music, onde a maioria das baladas possuía público e DJs negros, mas nenhuma tinha um proprietário afro-brasileiro. Buscando resolver o problema da falta de protagonismo dos negros em eventos de cultura negra, e juntando a isso a ideia de criar a própria feira, Adriana lançou em 2002 a primeira Feira Preta na Praça Benedito Calixto, na mesma região de São Paulo. O evento teve 40 expositores e cerca de 7 mil visitantes.